# Michaela Smith
Michaela Smith (* 3. Juli 1970) ist eine australische Badmintonspielerin.

## Karriere
Michaela Smith siegte 1997 bei den Victoria International im Damendoppel. Ein Jahr später war sie bei den Australian Open im Einzel erfolgreich und qualifizierte sich für die Commonwealth Games. Dort gewann sie Bronze mit der australischen Frauenmannschaft.

## Sportliche Erfolge
| Saison | Veranstaltung          | Disziplin   | Platz | Name                               |
| ------ | ---------------------- | ----------- | ----- | ---------------------------------- |
| 1997   | Victoria International | Damendoppel | 1     | Michaela Smith / Lisa Campbell     |
| 1998   | Australian Open        | Dameneinzel | 1     | Michaela Smith                     |
| 1998   | Commonwealth Games     | Damenteam   | 3     | Australien                         |
| 1998   | Auckland International | Dameneinzel | 2     | Michaela Smith                     |
| 1998   | Auckland International | Damendoppel | 3     | Michaela Smith / Kate Wilson-Smith |
| 1998   | Auckland International | Mixed       | 3     | Murray Hocking / Michaela Smith    |

## Referenzen
- Michaela Smith beim Badminton-Weltverband

| Personendaten    | Personendaten                   |
| ---------------- | ------------------------------- |
| NAME             | Smith, Michaela                 |
| KURZBESCHREIBUNG | australische Badmintonspielerin |
| GEBURTSDATUM     | 3. Juli 1970                    |